# 동작대
동작대(銅雀臺, 銅爵臺)는 중국의 옛 누대(樓臺)이며, 후한(後漢) 말기인 건안(建安) 15년 (210년)에 조조(曹操)에 의해 업(鄴)의 북서쪽에 건설되었다. 구리로 만든 봉황으로 지붕 위를 장식한 데에서 이름이 유래하였다.

## 역사

### 조조의 전승기념 동작대
건안(建安) 15년 (210년)에 조조(曹操)가 원소(袁紹)를 정벌한 뒤 장허 유역에 대규모 토목공사를 벌여 동작대를 축조했으며, 이후 건안 18년 (213년) 동작대의 남쪽에 '금호대(金虎臺)'를 새로 건축하였고, 다음해인 건안 19년 (214년) 동작대의 북쪽에 '빙정대(冰井臺)'를 건설하여 이를 '삼대(三臺)'라고 칭하였다.
높이는 약 10 장(약 33.3 미터), 총 3채의 궁전으로 구성되어 각각의 건물은 60 보(약 90 미터) 정도 떨어져 있었고, 각각의 건물은 높게 설치한 다리로 연결되어 있었다고 한다. 《수경주(水經注)》 권5 《탁장수(濁漳水)》에 의하면 '동작대는 업(鄴)의 북서쪽에 위치하며, 높이는 약 10 장(약 33.3 미터)이며 100여칸의 방이 있고, 산처럼 높이 솟아있다'고 기록되어있다.

### 동작대의 칭송
이후 건안 17년 (212년) 동작대에서 조조의 아들인 조식(曹植)이 《동작대부(銅爵臺賦)》를 지어 조조의 찬사를 받았으며, 이에 조식의 형 조비(曹丕)는 따라서 《등대부(登臺賦)》를 완성하였다. 또한 흉노(匈奴)로부터 데려온 채염(蔡琰)으로 하여금 동작대에서 《호가십팔박(胡笳十八拍)》을 부르게 하였다.

### 개축과 증축
그 뒤 오호 십육국 시대 당시 후조(後趙)의 석호(石虎)에 의해 약 2 장이 늘어나 약 12 장(약 36.6 미터)의 5층 건물로 개축되었으며, 《업중기(鄴中記)》에 의하면 '석호는 동작대에 우물을 두 개 만들어, 그 사이를 철로 된 지하도로 연결해 이를 명자굴(命子窟)이라 하였고, 이 안에 보물이나 식량을 비축해 두었다'고 적혀있다.
이후 북제(北齊) 천보(天保) 9년 (558년)에 장인 30만여명을 동원해 대규모 증축을 시행하여 '빙정대(冰井臺)'는 '숭광대(崇光臺)', '동작대(銅雀臺)'는 '금봉대(金鳳臺)'로 개칭하였으나, 당나라(唐) 시대에 들어 원래 명칭으로 되돌아갔다. 그 뒤 북송(北宋)의 왕안석(王安石)은 《동작대시(銅雀臺詩》를 저술해 그 경치를 예찬하였고, 이 당시부터 동작대의 기와로 만든 벼루가 문인들 사이에서 고가에 거래되었다고 전해졌으나 나중에 대부분이 가짜로 판명되었다.

### 동작대의 파손
하지만 원나라(元) 말기에 큰 홍수로 장허가 범람해 동작대의 일부가 파손되었으며, 명나라(明) 말기에 다시 큰 홍수가 발생해 장허가 범람하여 동작대는 완전히 파괴되었다.

### 동작대 유적지
현재 허베이성 한단 시 린장 현에 유적이 남아 있으며, 이 중 금호대는 비교적 온전한 모습으로 남아있지만 나머지 건물들은 홍수 및 전쟁으로 소실되어 지하에 매몰되었다.
또한 소설 《삼국지연의》에서는 제갈량(諸葛亮)이 손권(孫權)의 참전을 유도하고자 주유(周瑜)의 분노를 사기 위해 조식이 지은 《동작대부》에 '조조가 강동이교(江東二喬)를 탐하려 한다'는 내용을 집어넣어서 불렀다고 하며, 당나라의 시인 두목(杜牧) 또한 자신의 시 《적벽(赤壁)》에 유사한 내용을 삽입하였다.

## 같이 보기
- 린장 현
- 업
- 조조
- 원소 (후한)#도성의 권력을 탐하기 보다 국경 방위에 전념